# Algorós
Algorós es una pedanía española, perteneciente al municipio alicantino de Elche, en la Comunidad Valenciana.  

## Etimología
El nombre Algorós es de origen árabe. Posiblemente el nombre proviene de “al” que en árabe significa lugar y “gurús” que significa raíz de plantas, por lo tanto se podría traducir como lugar donde enraízan las plantas o terreno propicio para cultivar. Junto con la pedanía vecina de La Algoda formaban la parte central del Magram que eran las tierras que se dieron a los musulmanes, en la margen derecha del río Vinalopó, tras la reconquista cristiana.

## Geografía
Situada al sur de la ciudad es limítrofe con ésta por el norte, con las pedanías de El Plà Sant Josep y L'Algoda por el oeste, con Puçol y El Derramador por el sur, y con Daimés y Les Atzavares Baixes por el este. 
| Noroeste: Plà Sant Josep | Norte: Elche       |                                   |
| Oeste: Algoda            |                    | Este: Les Atzabares Baixes Daimés |
| Suroeste: Puçol          | Sur: El Derramador |                                   |

El territorio de la pedanía está dividido en 2 polígonos (polígono 1 y polígono 2), siendo el límite entre ellos la 'Carretera del león' (CV-851). 

## Demografía
Cuenta con una población de 633 habitantes (INE 2017), dedicada mayoritariamente a la agricultura, y una superficie de 7,3 km². Carece de núcleo urbano y sus viviendas se encuentran dispersas con baja densidad demográfica. Algunas industrias zapateras se han instalado en su suelo por sus buenas comunicaciones, y una vez superada la crisis del calzado se encuentran operando. 

## Política
El primer diputado para la partida de Algorós, Rabodaguet y L'Alcavó fue Diego Martínez de Javaloyes, designado en 1750, aunque el primer diputado exclusivo para Algorós fue Bautista Oliver y Torres, nombrado en 1822.
| Fecha     | Nombre                      | Observación                |  |
| --------- | --------------------------- | -------------------------- |  |
| 1750/4/4  | Diego Martínez de Javaloyes |                            |  |
| 1789      | Xavier Javaloyes de Quiles  |                            |  |
| 1808/3/26 | Carlos Mendiola de Segarra  |                            |  |
| 1814/4/22 | Diego Javaloyes de Sempere  |                            |  |
| 1817/7/29 | Pascual Botella de Quiles   |                            |  |
| 1822/2/26 | Bautista Oliver y Torres    | Nombrado solo para Algorós |  |

Actualmente el representante de la pedanía es Antonio Vicente Martínez  al resultar el participante con mayor número de votos en la convocatoria, de noviembre de 2015, de elección democrática y participativa de los representantes de la Alcaldía en las pedanías de Elche. En la anterior legístatura (2011) Antonio  Vicente Martínez también resultó alcalde pedáneo aunque en esa ocasión fue designado representante en la pedanía según el artículo 43.1 del Reglamento de Participación, por el que se faculta al primer edil de la ciudad a designar sus representantes en las pedanías.

## Fiestas
Sus Fiestas Patronales se celebran en honor a San Isidro Labrador, en conjunción con la Pedanía de El Derramador. El recinto de las fiestas se ubica en la ermita levantada en honor al patrón, que fue devastada en la Guerra Civil por simpatizantes de la II República, y posteriormente reconstruida. El día festivo insigne es el 15 de mayo.

## Servicios sociales
La pedanía cuenta con un centro cívico donde se realizan actividades socioculturales y lúdicorecreativas, y también con la EDAR Elche - Algorós, una de las 3 estaciones depuradoras de aguas residuales (EDAR) del término municipal de Elche. También se ubica en esta pedanía el Monasterio del Espíritu Santo, de las Monjas Carmelitas Descalzas.

## Transporte
El servicio público de autobús del ayuntamiento de Elche alcanza esta pedanía a través de la Línea 5: ELCHE-ALGORÓS-MATOLA, una lína circular que une las pedanías de Algorós y Matola con el núcleo urbano. El servicio lo lleva a cabo la compañía La Melillense S.L.
Según la concejalia de movilidad urbana del ayuntamiento, a fecha de junio del año 2018, se presenta el Proyecto de servicio público de transporte de viajeros por carretera a las pedanías de Elx en el que se modifican las líneas existentes. El servicio a Algorós se continúa prestando con la Línea 5 : "ELX – ALGORÓS – CASA DEL LLEÓ - PUSOL" que presta servicio a la zona de la carretera  del León (CV-851) , y se amplía con la Línea 6 :  “ELX – ALGODA – MATOLA – PLA SANT JOSEP” que presta servicio por la zona de la carretera de Matola (CV-875).